# Дети шоу-бизнеса
«Дети шо́у-би́знеса» (англ. Showbiz Kids) — американский документальный фильм, написанный и срежессированный Алексом Уинтером. Фильм рассказывает о детях-актёрах Голливуда, насильно вовлечённых в индустрию развлечений своими родителями. В нём содержатся откровенные интервью с различными кинозвёздами, начавшими карьеру в раннем детстве, такими как Камерон Бойс, Милла Йовович, Эван Рэйчел Вуд, Джада Пинкетт-Смит и другими. Картина также освещает тему сексуализированного насилия, с которым столкнулись юные актёры, а также последующие наркоманию и падения некоторых из них.
«Дети шоу-бизнеса» был снят студией «HBO Documentary Films» и был опубликован на стриминговом сервисе «HBO Max» 14 июля 2020 года. Фильм посвящён памяти покойных Камерона Бойса и Дайаны Серра Кэри, скончавшихся после завершения съёмок ленты.